# Hassan Al Mohtasib
Hassan Al Mohtasib, auch Hassân Al Mohtasib (* 1985 in Amman, Jordanien), ist ein deutscher Kommunikationsdesigner, Art Director bei namhaften Tages- und Wochenzeitungen sowie freiberuflicher Dozent für visuelle Medien.

## Leben und Wirken
Al Mohtasib wurde 1985 in der jordanischen Hauptstadt Amman geboren. Nach dem Beginn seines Studiums an der Jordan University of Science and Technology wechselte er nach Deutschland und studierte Grafikdesign zunächst an der Kunsthochschule Kassel und danach an der Kunstakademie Stuttgart. Nach seinem Abschluss als Diplom-Kommunikationsdesigner absolvierte er ein Praktikum bei Dar el Shorouk, einem der wichtigsten Buchverlage in Kairo.
Von 2013 bis 2015 war Al Mohtasib für die Süddeutsche Zeitung in München als Infografiker und Gestalter tätig, wo er an der Entwicklung der Beilage SZ am Wochenende beteiligt war. Für seine Gestaltung der Wochenendbeilage anlässlich der Leipziger Buchmesse wurde er 2013 mit dem Red Dot Design Award ausgezeichnet. Im Feuilleton der SZ veröffentlichte er 2015 auch eine Rezension über den Charakter der Illustrationen in einem englischen Kinderbuch.
Anschließend arbeitete er als freier Mitarbeiter für Die Zeit in Hamburg. Von 2016 bis 2018 wirkte Al Mohtasib als Art Director der Wirtschaftswoche. Am 1. September 2019 wechselte er zur Schwäbischen Zeitung nach Ravensburg und betreut dort als Art Director sowohl die gedruckte Tageszeitung als auch deren online-Version.
Seit 2018 ist Al Mohtasib auch als freier Grafikdesigner für Buchverlage, Magazine und Kultureinrichtungen tätig. An der Akademie für Publizistik in Hamburg unterrichtet er als Dozent für visuellen Journalismus Seminare für Menschen, die in den Bereichen Zeitungsproduktion und Verlag tätig sind. Weiterhin leitet er das Studio Hassân Al Mohtasib für visual storytelling in München, wo er als Art Director für das englischsprachige Literaturmagazin ArabLit Quarterly verantwortlich ist. Außerdem gestaltet Al Mohtasib Titelseiten für arabische Romane.
Für seine Infografiken und Webseiten erhielt er mehrere Auszeichnungen.

## Auszeichnungen
- dpa-infografik awards 2013: 1. Preis für tagesaktuelle Grafik zur Wahl in Niedersachsen 2013, Süddeutsche Zeitung[10]
- Red Dot Design Award 2013 für Design der Wochenendbeilage der Süddeutschen Zeitung[2]
- Nominiert für den Nannen Preis 2018 für Web-Projekt „Dein Auto“, Wirtschaftswoche[11]
- Shortlist für den Ernst-Schneider-Preis 2021 für die Webseite „Cash – Boom – Crash. Die wichtigsten Ökonomen und ihre Ideen“, Wirtschaftswoche[12]

## Veröffentlichung
- Hassân al Mohtasib (Hrsg.): Der Mond. Staatliche Akademie der Bildenden Künste, Stuttgart 2011, ISBN 978-3-942144-12-4.